# Mangun Jaya (Sirah Pulau Padang)
Mangun Jaya is een bestuurslaag in het regentschap Ogan Komering Ilir van de provincie Zuid-Sumatra, Indonesië. Mangun Jaya telt 1979 inwoners (volkstelling 2010).